# Шарир, Авраам
Авраам Шарир (ивр. אברהם שריר‎; род. 23 декабря 1932, Яссы, Королевство Румыния — 24 марта 2017, Тель-Авив, Израиль) — израильский юрист и государственный деятель, министр туризма (1981—1988) и министр юстиции (1986—1988) Израиля.

## Биография
В детстве вместе со своими родителями эмигрировал из Румынии в Подмандатную Палестину.
Изучал право в Еврейском университете в Иерусалиме и был сертифицирован как адвокат.
С 1954 по 1964 г. являлся секретарем фракции общих сионистов в кнессете. С 1964 по 1967 г. — директор экономического отдела Еврейского агентства в Соединённых Штатах, с 1967 по 1970 г. — директор координационного бюро экономических организаций работодателей Израиля. В 1970—1972 гг. — консул по экономике в Атланте, в 1972—1974 гг. — консул в западной части Соединённых Штатов.
В 1974—1977 гг. — генеральный секретарь Либеральной партии и председатель её национального совета.
В 1977 году был избран в кнессет 9-го созыва от партии «Ликуд», потом переизбирался в 1981, 1984 и 1988 гг. Входил в состав комитета по финансам в девятом кнессете и комитета по иностранным делам и обороне — в двенадцатом.
В 1981—1988 гг. — министр туризма, в 1986—1988 гг. — одновременно министр юстиции Израиля.
В 1990 г. он покинул «Ликуд», чтобы сформировать новую Либеральную партию. В апреле участвовал в «грязном трюке» путём присоединения к попытке Шимона Переса сформировать правительство меньшинства. Несмотря на это, он принял предложение премьер-министра Ицхака Шамира вернуться в «Ликуд». Это положило конец его политической карьере, и в 1992 г. он завершил парламентскую деятельность.